# Ульяновичский сельсовет
Ульяновичский сельсовет — упразднённая административная единица на территории Сенненского района Витебской области Республики Беларусь.

## История
29 апреля 2004 года сельсовет упразднён. Населённые пункты включены в состав Большой  Озерецк,  Дольдево,  Замошанская,  Замошье,  Заозерье, Каминщина,  Кишуровщина, Малые Ульяновичи, Малый Озерецк, Марьяново,  Новое  Село,  Партизаны,  Приветок,  Рудница,  Сергейки,   Смоловка, Уздорники, Ульяновичи включены с состав Богдановского сельсовета; населённые пункты Гарнаки, Горы, Дубняки, Латыголь, Лесники, Осиновка, Симоновка, Шелухи - в состав Белицкого сельсовета.

## Состав
Ульяновичский сельсовет включал 26 населённых пунктов:
- Большой Озерецк
- Гарнаки
- Горы
- Дольдево
- Дубники
- Замошанская
- Замошье
- Заозерье
- Каминщина
- Кишуровщина
- Латыголь
- Лесники
- Малые Ульяновичи
- Малый Озерецк
- Марьяново
- Новое Село
- Осиновка
- Партизаны
- Приветок
- Рудница
- Сергейки
- Симоновка
- Смоловка
- Уздорники
- Ульяновичи
- Шелухи